# Cnesmocarpon montana
Cnesmocarpon montana är en kinesträdsväxtart som beskrevs av F. Adema. Cnesmocarpon montana ingår i släktet Cnesmocarpon och familjen kinesträdsväxter. Inga underarter finns listade i Catalogue of Life.